# Маргарита де Бар
Маргарита де Бар (1220—1275) — дочь Генриха II де Бара и Филиппы де Дрё. В браке с Генрихом V Люксембургским — графиня Люксембурга.

## Жизнь
В 1240 году Маргарита вышла замуж за Генриха V Люксембургского. Маргарите было двадцать лет, а Генриху двадцать четыре.
Приданым Маргариты был Генри Линьи-ан-Барруа, однако согласно пункту в брачном договоре владения оставались под феодальным сюзеренитетом Бара. В пренебрежении этого Генрих в 1256 году выплатил подати Тибо II Наваррскому, как графу Шампани. Брат Маргариты Тибо II де Бар воспользовался конфликтом, который разгорелся между Ферри III Лотарингским (их двоюродным братом) и епископами Меца. Генрих V был сторонником герцога, и Тибо встал на сторону епископа. Генрих был взят в плен в битве при Прени 14 сентября 1266 года. 8 сентября 1268 года король Людовик IX стал посредником между двумя графами; Генрих был освобождён и вернул права владения на Линьи, но под сюзеренитетом Барруа.
Маргарита и Генрих заключили мир с Ги де Дампьером, выдав за него свою дочь Изабеллу. Другая их дочь, Филиппа, вышла замуж за Жана II д’Авена, графа Голландии, и стала бабушкой Филиппа Геннегау, королевы Англии и Маргариты II, графини Эно.
Маргарита умерла в 1275 году, за шесть лет до мужа.

## Дети
У Маргариты и Генриха было как минимум шестеро детей:
- Генрих VI (ок. 1250 — 5 июня 1288), граф Люксембурга и Арлона с 1281
- Валеран I (ум. 5 июня 1288), граф де Ла Рош-ан-Арденн, сеньор де Линьи, де Русси и де Бовуар, родоначальник ветви Люксембург-Линьи
- Филиппа (1252—1311); муж: Жан I (II) д’Авен (1247—1304), граф Эно (Жан I) с 1280, граф Голландии и Зелландии (Ян II) с 1299
- Маргарита
- Жанна (ум. 1310), аббатиса Клерефонтена
- Изабелла (1247—1298); муж: Ги де Дампьер (1225—1304), маркграф Намюра с 1264, граф Фландрии с 1251